# 肌肉减少症

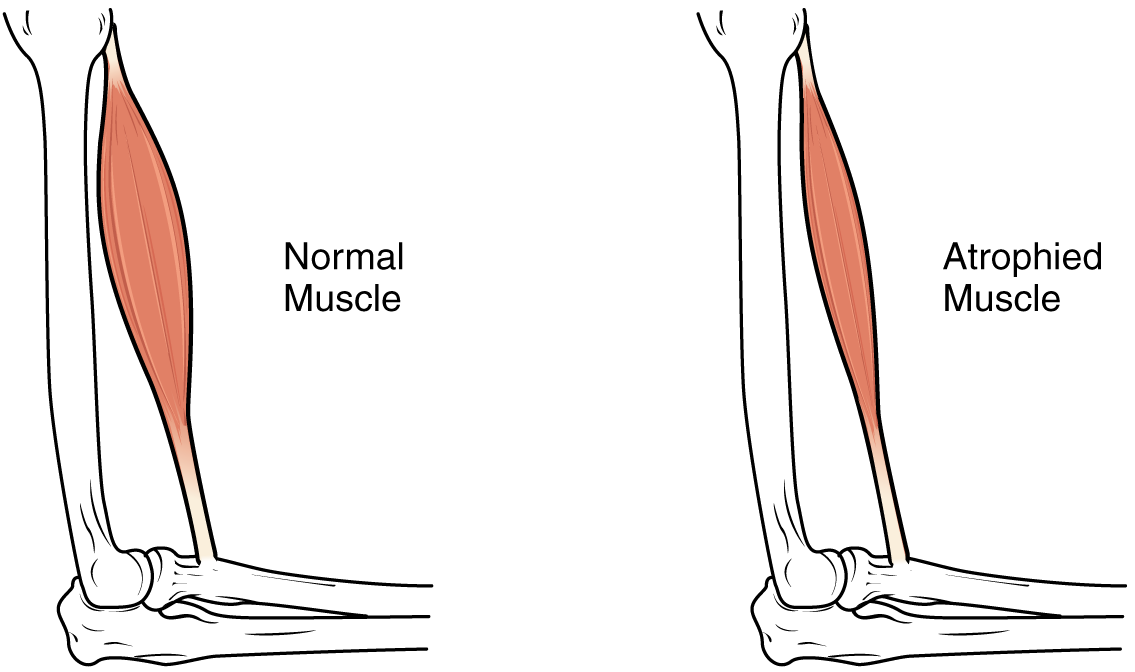
2016年5月18日出版的教科书《OpenStax Anatomy and Physiology》8.25版，关于正常肌肉与萎缩肌肉的比较示意图

肌肉减少症（英語：sarcopenia）又称肌少症，是指骨骼肌在质量（mass）、品质（quality）和强度（strength）上随着年龄或不活动产生退化性损失。此术语的英文是来自希臘語：（肉体）和（贫乏）。肌肉减少症是老化或退化过程，50岁以后每年有0.5-1％的损失。可以通过病理和行为因素如营养不足加速。肌少症是衰弱症的一个構成要素。
肌少症属于一种肌肉萎缩，两者并不相等。肌少症的诊断标准有许多要件，临床上特别关注四肢骨骼肌质量（appendicular skeletal muscle mass，ASM），以其指数 ASMI（ASM/身高2）为诊断肌少症的要件之一，若个体骨骼肌质量低于健康成人平均值两个标准差以上，则要件成立；以亚洲人种来说，即男性 ASMI <7.0 kg/m2，女性 <5.4 kg/m2。

## 治疗

### 运动
由于高龄且肌少症患者，除了肌肉质量与功能的减退，常并发肺活量下降、日常生活活动功能损失，因此阻力运动、有氧运动、柔软度运动三者必须兼顾；若另有易跌倒倾向，则必须加入平衡运动。

## 延伸閱讀
- Fujita S, Volpi E. . J. Nutr. (Review). January 2006, 136 (1 Suppl): 277S–80S. PMC 3183816 . PMID 16365098.
- Roubenoff R. . Nutr. Rev. December 2007, 65 (12 Pt 2): S208–12. PMID 18240550. doi:10.1111/j.1753-4887.2007.tb00364.x.